# 16e étape du Tour d'Italie 2010
Pour un article plus général, voir Tour d'Italie 2010.
La 16e étape du Tour d'Italie 2010 s'est déroulée le mardi 25 mai 2010 entre San Vigilio di Marebbe et le Plan de Corones. L'étape qui a lieu le lendemain de la deuxième journée de repos, consiste en un contre-la-montre individuel en côte de 12.9 kilomètres. Elle a été remportée par l'Italien Stefano Garzelli (Acqua & Sapone). L'Espagnol David Arroyo (Caisse d'Épargne) limite ses pertes et conserve son maillot rose.

## Profil de l'étape
Un contre-la-montre court (12,9 kilomètres) car consistant en une longue côte à 8,4 %, dont les passages les plus difficiles, dans la deuxième partie de l'étape, atteignent 24 %.

## La course
Le vainqueur du jour est Stefano Garzelli (Acqua & Sapone), vainqueur du Tour d'Italie en 2000. C'est sa première victoire d'étape sur le Giro depuis 2007. Distancé dans les étapes de montagnes précédentes, Garzelli demeure très loin au classement général.
En revanche, le deuxième de l'étape, Cadel Evans (BMC Racing), gagne une place au classement général et grappille quelques secondes sur ses principaux rivaux, David Arroyo (Caisse d'Épargne) et Ivan Basso (Liquigas-Doimo), mais ceux-ci limitent bien leurs pertes.

## Classement de l'étape
|    | Coureur              | Pays       | Équipe             |    | Temps       |
| -- | -------------------- | ---------- | ------------------ | -- | ----------- |
| 1  | Stefano Garzelli     | Italie     | Acqua & Sapone     | en | 41 min 28 s |
| 2  | Cadel Evans          | Australie  | BMC Racing         | +  | 42 s        |
| 3  | John Gadret          | France     | AG2R La Mondiale   |    | 54 s        |
| 4  | Vincenzo Nibali      | Italie     | Liquigas-Doimo     |    | 1 min 04 s  |
| 5  | Michele Scarponi     | Italie     | Androni Giocattoli |    | 1 min 07 s  |
| 6  | Ivan Basso           | Italie     | Liquigas-Doimo     |    | 1 min 10 s  |
| 7  | Rigoberto Urán       | Colombie   | Caisse d'Épargne   |    | 1 min 36 s  |
| 8  | Alexandre Vinokourov | Kazakhstan | Astana             |    | 1 min 37 s  |
| 9  | Dario Cataldo        | Italie     | Quick Step         |    | 1 min 41 s  |
| 10 | Evgueni Petrov       | Russie     | Team Katusha       |    | 1 min 46 s  |

## Classement général
|    | Coureur              | Pays       | Équipe              |    | Temps            |
| -- | -------------------- | ---------- | ------------------- | -- | ---------------- |
| 1  | David Arroyo         | Espagne    | Caisse d'Épargne    | en | 68 h 32 min 26 s |
| 2  | Ivan Basso           | Italie     | Liquigas-Doimo      | +  | 2 min 27 s       |
| 3  | Richie Porte         | Australie  | Team Saxo Bank      |    | 2 min 36 s       |
| 4  | Cadel Evans          | Australie  | BMC Racing          |    | 3 min 09 s       |
| 5  | Carlos Sastre        | Espagne    | Cervélo TestTeam    |    | 4 min 36 s       |
| 6  | Vincenzo Nibali      | Italie     | Liquigas-Doimo      |    | 4 min 53 s       |
| 7  | Alexandre Vinokourov | Kazakhstan | Astana              |    | 5 min 12 s       |
| 8  | Michele Scarponi     | Italie     | Androni Giocattoli  |    | 5 min 25 s       |
| 9  | Robert Kišerlovski   | Croatie    | Liquigas-Doimo      |    | 8 min 57 s       |
| 10 | Damiano Cunego       | Italie     | Lampre Farnese Vini |    | 9 min 13 s       |

## Abandons
- Leonardo Bertagnolli[1] (Androni Giocattoli) : non partant
- Mickaël Buffaz[1] (Cofidis) : abandon
- Ermanno Capelli[1] (Footon-Servetto) : hors délais